# Euxesta lutzi
Euxesta lutzi är en tvåvingeart som beskrevs av Charles Howard Curran 1935.
Euxesta lutzi ingår i släktet Euxesta och familjen fläckflugor. Inga underarter finns listade i Catalogue of Life.